# Procter & Gamble
The Procter & Gamble Company (P&G) é uma corporação multinacional americana de bens de consumo sediada em Cincinnati, Ohio, fundada em 1837 pelo britânico William Procter e pelo irlandês americano James Gamble. É especializada em uma variedade de produtos de saúde pessoal / saúde do consumidor e produtos de cuidados pessoais e higiene; esses produtos são organizados em vários segmentos, incluindo beleza; higiene; cuidados de saúde; tecido e home care; e bebê, cuidados femininos e familiares. Antes da venda da Pringles para a Kellogg Company, seu portfólio de produtos também incluía alimentos, lanches e bebidas.
Em 2005 comprou a Gillette, que além dos aparelhos de barbear também era dona das marcas Oral-B, das pilhas Duracell e electrodomésticos Braun. A P&G emprega atualmente pouco mais de 138 mil funcionários ao redor do mundo. A empresa ficou popularizada no Brasil pelo slogan que faz alusão a sua sigla "Provou Gostou".
Em 2014, a P&G registrou US $ 83,1 bilhões em vendas. Em 1º de agosto de 2014, a P&G anunciou que estava otimizando a empresa, reduzindo e vendendo cerca de 100 marcas de seu portfólio de produtos para se concentrar nas 65 marcas restantes, que produziram 95% dos lucros da empresa. A. G. Lafley - presidente, presidente e CEO da empresa até 31 de outubro de 2015 - disse que o futuro da P&G seria "uma empresa muito mais simples e muito menos complexa de marcas líderes, mais fácil de gerenciar e operar".
Detém mais de 380 marcas por todo mundo. Algumas delas são comercializadas apenas em alguns países, outras são consumidas em quase todo o mundo. Os principais países a receberem produtos da Procter & Gamble são os Estados Unidos e o Canadá e seu maior concorrente é a Unilever.
Em conexão com as atividades na Rússia no contexto da guerra russo-ucraniana, a agência nacional ucraniana para a prevenção da corrupção colocou a empresa na lista de "patrocinadores internacionais de guerra". No mesmo ano, em 2023, a receita da empresa na Rússia totalizou 1,7 bilhões de rublos, o equivalente a 17 milhões de euros.

## História

### Origens
O fabricante de velas William Procter, nascido na Inglaterra, e o fabricante de sabão James Gamble, nascido na Irlanda, ambos emigraram do Reino Unido. Eles se estabeleceram em Cincinnati inicialmente e se conheceram quando se casaram com as irmãs Olivia e Elizabeth Norris. Alexander Norris, seu sogro, convocou uma reunião na qual ele persuadiu seus novos genros a se tornarem parceiros de negócios. Em 31 de outubro de 1837, como resultado da sugestão, a Procter & Gamble foi criada.
Em 1858-1859, as vendas atingiram 1 milhão de dólares. Nesse ponto, cerca de 80 funcionários trabalhavam para a Procter & Gamble. Durante a Guerra Civil Americana, a empresa ganhou contratos para fornecer sabão e velas ao Exército da União. Além do aumento dos lucros experimentados durante a guerra, os contratos militares introduziram soldados de todo o país aos produtos da Procter & Gamble.
Na década de 1880, a Procter & Gamble começou a comercializar um novo produto, um sabonete barato que flutua na água. A empresa chamou o sabão Marfim. William Arnett Procter, neto de William Procter, iniciou um programa de participação nos lucros para a força de trabalho da empresa em 1887. Ao dar aos trabalhadores uma participação na empresa, ele supôs corretamente que eles seriam menos propensos a entrar em greve.
A empresa começou a construir fábricas em outros locais nos Estados Unidos porque a demanda por produtos havia superado a capacidade das instalações de Cincinnati. Os líderes da empresa também começaram a diversificar seus produtos e, em 1911, começaram a produzir Crisco, um encurtamento feito de óleos vegetais, em vez de gorduras animais. Como o rádio se tornou mais popular nas décadas de 1920 e 1930, a empresa patrocinou vários programas de rádio. Como resultado, esses programas costumam ser conhecidos como rádionovelas.

### Expansão internacional
A empresa mudou-se para outros países, tanto em termos de fabricação quanto de vendas de produtos, tornando-se uma corporação internacional com a aquisição, em 1930, da Thomas Hedley Co., com sede em Newcastle upon Tyne, Inglaterra. Após essa aquisição, a Procter & Gamble teve seu quartel-general no Reino Unido no 'Hedley House' em Newcastle upon Tyne, até bem recentemente. Numerosos novos produtos e nomes de marcas foram introduzidos ao longo do tempo, e a Procter & Gamble começou a se ramificar em novas áreas. A empresa introduziu o sabão em pó Tide em 1946 e o shampoo Prell em 1947. Em 1955, a Procter & Gamble começou a vender o primeiro creme dental para conter o flúor, conhecido como Crest. Ramificando mais uma vez em 1957, a empresa adquiriu as fábricas de papel Charmin e começou a fabricar papel higiênico e outros produtos de papel tecido. Mais uma vez focando na lavanderia, a Procter & Gamble começou a fabricar o amaciante Downy em 1960 e a amaciante Bounce em 1972.
Um dos produtos mais revolucionários que surgiram no mercado foi a fralda Pampers descartável da empresa, a primeira a ser comercializada em 1961, o mesmo ano em que a Procter & Gamble lançou a Head & Shoulders. Antes disso, as fraldas descartáveis não eram populares, embora a Johnson & Johnson tivesse desenvolvido um produto chamado Chux. Os bebês sempre usavam fraldas de pano, que vazavam e exigiam muito trabalho para lavar. Pampers proporcionaram uma alternativa conveniente, embora com o custo ambiental de mais resíduos que exigem aterro. Em meio às recentes preocupações dos pais sobre os ingredientes das fraldas, a Pampers lança a coleção Pampers Pure em 2018, que é uma alternativa "natural" às fraldas.

## Patrocínios no esporte
No segundo semestre de 2011 a empresa fechou um contrato milionário com o Flamengo, para ser patrocinadora master do seu time de futebol. O valor da negociação foi de 5,6 milhões por 4 meses de contrato.
Procter & Gamble foi um dos principais patrocinadores dos Jogos Olímpicos de 2012 de Londres patrocinando 150 atletas, bem como um dos principais patrocinadores dos Jogos Olímpicos de Inverno de 2014, em Sochi. Foi também patrocinador dos Jogos Olímpicos de 2016, no Rio de Janeiro, e dos Jogos Olímpicos de Inverno de 2018 em Pyeongchang, Coreia do Sul.